# Deer Lodge
Deer Lodge è una città degli Stati Uniti d'America situata in Montana, nella contea di Powell. Qui nacque il famoso allenatore di pallacanestro Phil Jackson, allenatore dei Chicago Bulls di Michael Jordan e dei Los Angeles Lakers di Kobe Bryant e Shaquille O'Neal.